# Erling Mandelmann
Erling Mandelmann   (Copenhaguen, 18 de novembre de 1935 - Nyon, 14 de gener de 2018) va ser un fotògraf danès. Va començar la seva carrera com a fotoperiodista autònom a mitjans dels anys 60.

## Biografia
Mandelmann va treballar durant 40 anys com a fotoperiodista i fotògraf de retrats per a diverses publicacions suïsses i europees, així com per a diverses organitzacions internacionals com l'Organització Mundial de la Salut, l'Organització Internacional del Treball, les Nacions Unides i Amnistia Internacional.
Va fer més de 500 retrats de persones, incloent-hi el 14è Dalai Lama, Noël Coward, Gertrude Fehr, Nina Hagen, Johnny Hallyday i el príncep Hans-Adam de Liechtenstein. Els seus arxius fotogràfics han estat dipositats al Museu Històric de Lausana.
Mandelmann va morir el 14 de gener de 2018 a l'edat de 82 anys.

## Galeria

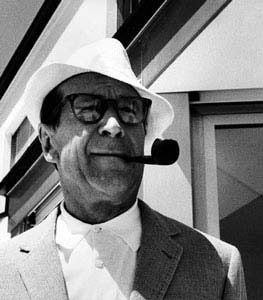
Georges Simenon (1963)
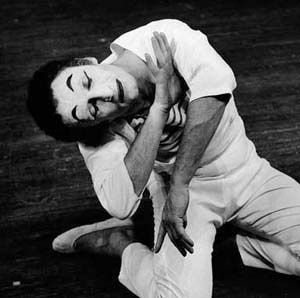
Marcel Marceau (1963)
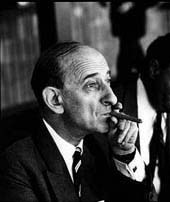
Raymond Aron (1966)
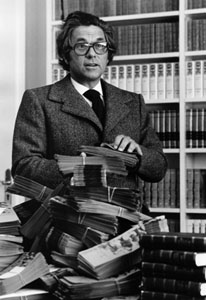
Pierre Balthasar de Muralt (1973)
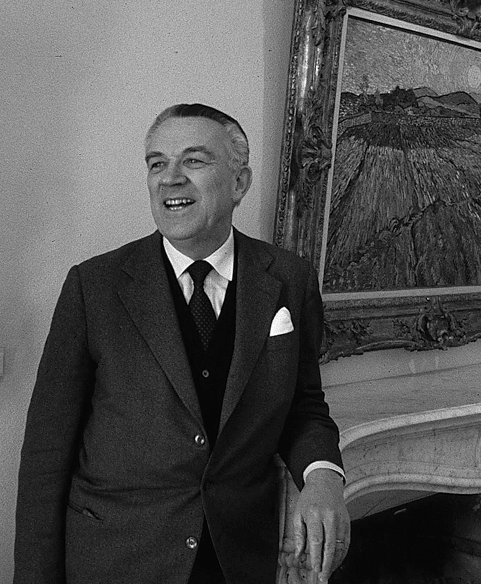
François Daulte (1985)
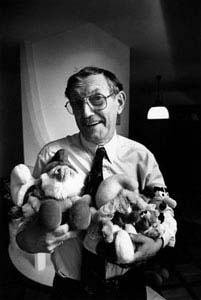
Peyo (1990)
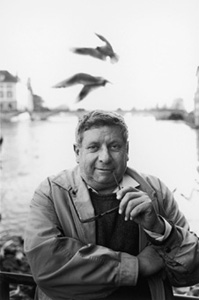
Hugo Loetscher (1993)

## Exposicions
- 1969: P Galerie-Club Migros, Lausanne (CH)
- 1971: P Foto-reportatges, Museu Danès d'Art Industrial, Copenhaguen (DK)
- 1974: C One World for All, photokina, Köln (D)
- 1975: C RAPHO, Galerie Clinch, París (F)
- 1977: C El nen d'aquest món, Exposició mundial de fotografia (D)
- 1978: P Lausanne 1900, Musée des arts décoratifs, Lausanne (CH)
- 1983: C 100 ans FSJ, Fédération Suisse des Journalistes, Fribourg (CH)
- 1986: C Acadèmia de Belles Arts de Charlottenborg, Copenhaguen (DK)
- 1986: C l'Histoire du Portrait, Le Musée de l'Élysée au Comptoire suisse, Lausanne (CH)
- 1987: P Portraits – projection de dias sur une musique de Philip Glass ("Nuit de la photo"), Musée de l'Élysée, Lausanne (CH)
- 1987: C Fête des vignerons, Musée de l'appareil photo, Vevey (CH)
- 1992: C Marges, Dpt. de la prévoyance sociale, Vaud (CH)
- 1995: P Impressionen 95, expo pour les 125 ans de la Clinique Psychiatrique Universitaire, Zuric (ZH)
- 1995: P Portraits nordique, Nordisches Institut der Ernst-Moritz-Arndt Universität, Greifswald (D)
- 1996: P Foto-Porträts, Institut Caspar-David-Friedrich, Greifswald (D)
- 1996: P Mennesker paa min vej ("Rencontres" – 30 ans de portraits), Rundetaarn, Copenhaguen (DK)
- 1997: P Rencontres Portraits de 30 ans de photo-journalisme, Centre vivant d'Art contemporain, Grignan / Drôme, France
- 1997: P Persönlichkeiten, Nikon Image House, Zuric (CH)
- 1997: P Portraits, Salon de Sud-Est (l'invité de la 70e édition de l'exposition), Palais des Expositions, Lyon (F)
- 1998: P Carrières de femmes & passion d'ingenieures, Pont de la Machine, Ginebra; EPFL, + Forum Hôtel de Ville, Lausanne, CH
- 1999: P Rencontres, Espace Culturel Georges Sand, St. Quentin Fallavier (F)
- 1999: C Le pays de la Fête 1999, "Fête des Vignerons 1977", Musée de Pully (CH)
- 2000: P Portraits fin de siècle, Musée historique, Lausanne (CH)
- 2001: P Musée de l'Histoire Nationale, Col·lecció Modern, Château de Frederiksborg (DK)
- 2001: P Parcours de femmes, l'Université de Neuchâtel (CH)
- 2001: C Sala dels miralls, retrats de la col·lecció dels museus, Museet for Fotokunst, Brandts Klædefabrik, Odense (DK)
- 2002: C Dins dels anys seixanta: gp 1.2.3. È Musée des Beaux-Arts, Lausana
- 2002: C Londres als anys seixanta, Organisation Mondiale de la Propriété Intellectuelle, Genève
- 2003: C Vivre entre deux mondes, Musée historique de Lausanne, 18 portraits d'immigrés
- 2007: C Objectif fotoreportatge, Musée Historique de Lausanne
- 2009: C Au fil du temps, – le jeu de l'âge Fondation Claude Verdan (Musée de la Main), Lausanne
- 2009: P Ceux de Vézelay – portrait d'un Bourg, expo noir/blanc, Vézeley (FR)
- 2010: P Le photographe, le musicien et l'architecte, Villa "Le Lac" Le Corbusier/ Corseaux (VD) Arxivat 2016-05-06 a Wayback Machine.
- 2010: C Portrætter fra museets samling, Museet for Fotokunst, Brandts, Odense (DK)
- 2014: P Oskar Kokoschka en l'objectiu de la fotografia. Fundació Oskar Kokoschka al Museu Jenisch, dins el quadre del Festival IMAGES, Vevey (CH)
- 2015: C "Cimetière monumentale de Milan", Temple de Venterol, amb conferència de la novel·la "Cap de setmana" de Dino Buzzati (Le K).